# Mamadou N'Diaye (baloncestista de 1993)
Mamadou N'Diaye (Dakar, Senegal, 14 de septiembre de 1993) es un jugador de baloncesto senegalés. Ha formado parte del equipo UC Irvine, siendo el jugador más alto de su división con 2,29 metros.

## Trayectoria

### Juventud
N'Diaye jugó al fútbol durante su juventud, hasta que, debido a su gran altura, comenzó a interesarse por el baloncesto. En 2010 se instaló en los Estados Unidos con la idea de completar su desarrollo como baloncestista. 
En su primer año, mientras era estudiante en la Stoneridge Prep de Simi Valley, California, se realizó un control médico para conocer el origen de su gigantismo: allí le detectaron la presencia de un tumor en su glándula pituitaria. A causa de ello se sometió a una operación para extirpárselo, la cual resultó exitosa. 
En 2011 se transfirió a la Brethren Christian School en Huntington Beach, California, donde jugó dos años con los Warriors, el equipo de la institución. También participó de los torneos de la AAU con el equipo Pump-N-Run Elite. Pese a su escaso conocimiento de los fundamentos del baloncesto y a su reciente operación, el progreso de N'Diaye fue muy veloz, por lo que terminó siendo considerado una promesa juvenil de cuatro estrellas por los reclutadores.

### Universidad
En 2013 se unió a los UC Irvine Anteaters, el equipo de baloncesto de la Universidad de California en Irvine que compite en la Big West Conference de la División I de la NCAA. Ningún otro jugador de ese momento en la liga lo superaba en altura. 
Si bien en su temporada como freshman actuó en un gran nivel (al punto de ser reconocido como el Mejor Defensor de la BCW de 2014), en su temporada como sophomore su rendimiento decreció, debido en parte a las lesiones que sufrió ese año.
Sin embargo en su último año en el circuito del baloncesto universitario estadounidense volvió a recuperar su nivel inicial, siendo una de las figuras de su equipo. Recibió nuevamente el galardón de Mejor Defensor de la BCW y fue incluido por los especialistas en el quinteto ideal de su conferencia. Con la presencia de su compatriota Tacko Fall en los UCF Knights, N'Diaye pasó a ser el segundo jugador más alto en la NCAA de esa temporada. 

### Profesional
En el verano de 2016 optó por renunciar a su carrera como jugador universitario y presentarse al Draft de la NBA. Sin embargo ninguna franquicia mostró interés en contratarlo. Aunque había acordado jugar con la selección de baloncesto de Senegal en el Torneo Preolímpico FIBA 2016, desistió de hacerlo para sumarse a la NBA Summer League como miembro de los Golden State Warriors. Finalmente N'Diaye se incorporó en octubre a los Detroit Pistons, pero fue cortado del equipo antes de comenzar la temporada. Lo mismo le sucedió al mes siguiente con el Grand Rapids Drive.
El pívot estuvo inactivo varios meses hasta hacer su reaparición en The Basketball Tournament de 2017 como jugador del equipo Paul Champions, donde hizo dupla con Earl Boykins. Pese a ello continuó sin despertar interés de algún equipo de la NBA. 
En septiembre de 2018, luego de otro año inactivo en competiciones profesionales, fue fichado por el Fuerza Regia de Monterrey de la Liga Nacional de Baloncesto Profesional de México. Aunque había muchas expectativas en el pívot, solamente estuvo presente en 3 partidos antes de ser cortado del equipo. 
En mayo de 2019 se sumó al equipo estadounidense Florida Flight para realizar una gira de pretemporada en China.
N'Diaye retornó a México para jugar la temporada 2019-20 de la LNBP pero como parte de los Correcaminos UAT Victoria. Aunque su equipo no clasificó a los playoffs por el título, la temporada del senegalés fue muy destacada, terminando como el líder de la liga en rebotes y tapones, y siendo elegido el mejor pívot de la temporada. Esa buena actuación le valió una renovación de su contrato, pero, en octubre de 2020, fue desvinculado de su equipo. 

### Otras competiciones
N'Diaye ha participado de diversos torneos de exhibición de alta exposición como la Drew League, la Venice Beach League, la Crew League, el TJK Classic, el KOK Challenge de China, el Quai 54 WSC de Francia y la SBAA Elite de Emiratos Árabes Unidos. También jugó en el circuito de baloncesto 3x3 estadounidense y en el BIG3.